# Lo infraordinario
Lo infraordinario (en francés, L'Infra-ordinaire) es un libro póstumo del escritor francés Georges Perec (1936-1982), publicado originalmente en Francia en 1989 en la colección «La Librairie du XXIe siècle» de Editions du Seuil dirigida por Maurice Olender.
Fue traducido por primera vez al castellano por Mercedes Cebrián en 2008 para la editorial Impedimenta, incluyendo una introducción de Guadalupe Nettel. Por esta traducción Cebrián obtuvo el Premio Mots Passants de Traducción, así como el Premio Tormenta en un Vaso 2009 al mejor libro traducido del año. En 2013 se volvió a editar en castellano, esta vez para la editorial argentina Eterna Cadencia, con traducción, prólogo y notas de Jorge Fondebrider.
El libro, parecido al también póstumo Pensar/Clasificar (1985), corresponde a una compilación de diversos textos que el escritor publicó en periódicos y revistas entre 1973 y 1981, que versan sobre la observación minuciosa y asombrada de lo cotidiano, y del cuestionamiento de aquello que no suele cuestionarse.

## Estructura
El libro está conformado por 8 textos. El primero de ellos, colocado allí a modo de introducción, se asemeja a una especie de manifiesto. El segundo está dividido en seis secciones numeradas, cada una de las cuales, como en un diario personal, posee la fecha exacta y hora aproximada en que ha sido observado aquello que se está describiendo. El tercer texto, dedicado al escritor italiano Italo Calvino, corresponde a una lista no enumerada de 243 textos de tarjetas postales, todas ellas con una estructura muy similar y de alrededor de tres líneas de extensión. El texto siguiente está escrito en segunda persona plural y como si el narrador fuera un guía turístico. El siguiente texto trata una temática similar al anterior, pero esta vez está escrito en primera persona, variando entre el singular y el plural, y el narrador adopta un tono más personal. El siguiente es un texto breve, que es sucedido a continuación por una lista no numerada de diversos elementos alimenticios. El último texto no posee puntos aparte, a juzgar por su contenido ha sido escrito alrededor de las 10:00 h, y en su contenido remite explícitamente a un borrador escrito a las 12:50 h, de modo que se vuelve a repetir una segunda vez el mismo texto pero con ligeras variaciones.
El libro cierra con una breve sección de referencias bibliográficas, que indica dónde se publicaron inicialmente cada uno de los textos que conforman la obra.
La primera versión en castellano, por su parte, incluye una introducción de Guadalupe Nettel, titulada «Descifrar el espacio» y en la cual se refiere a distintos aspectos tanto del autor como de su obra. Esta introducción viene sucedida de una breve «Nota de la traductora» en que Mercedes Cebrián explica su satisfacción por haber podido traducir este libro, no sin dificultades y recibiendo la ayuda de Nere Basabe, Alex Baurès, François Depersin, Patricia Esteban, Azucena López Cobo, Isabelle Marchesin, Daniel Samoilovich y Stéphane Tirard.

## Contenido
| Capítulo | Contenido |
| --- | --- |
| «¿Acercamientos a qué?» | Un llamado a poner más atención en lo cotidiano de nuestras vidas, por sobre los grandes acontecimientos aislados en los que se centra la prensa y que la mayoría de las veces nos son ajenos. |
| «La rue Vilin» | Descripción de la rue Vilin y su continuo deterioro entre los años 1969 y 1975. En el n.º 1 de esta calle supuestamente vivieron sus abuelos maternos, mientras que él mismo vivió en su infancia en el n.º 24 con su madre, quien allí tenía instalada una peluquería. El autor incluye sutiles recuerdos de la persecución nazi contra los judíos, el ambiente hostil entre judíos y árabes y otros conflictos sociales contemporáneos. |
| «Doscientas cuarenta y tres postales de colores auténticos»                                                                         | Textos de 243 alegres postales veraniegas, cuyos emisores en su mayoría comentan sus bronceados, y varios también la buena comida, el servicio de hotelería, sus nuevas amistades y actividades deportivas o de ocio. |
| «Alrededor de Beauborg» | Descripción de la agitada vida y los numerosos lugares de relevancia histórica de Beaubourg en París. |
| «Paseo por Londres» | Sobre Londres, una urbe paradigmática, tan grande y compleja que un turista nunca alcanzará a conocerla del todo. |
| «El Santo de los Santos» | Sobre los variados tipos de oficinas de los altos mandos, desde donde estos ejercen su poder. |
| «Tentativa de inventario de los alimentos líquidos y sólidos que engullí en el transcurso del año mil novecientos setenta y cuatro» | Una tentativa de inventario de los alimentos líquidos y sólidos que el autor engulló en el transcurso de 1974, en cuya dieta abundan las carnes, embutidos y vinos. |
| «Still life/Style leaf» | Una descripción minuciosa de su escritorio de trabajo. |

## Recepción y análisis de la obra
Para muchos escritores, este libro es una demostración de la gran lucidez literaria de su autor.
La traducción al castellano realizada por Mercedes Cebrián fue premiada con el Premio Mots Passants de Traducción y con el Premio Tormenta en un Vaso 2009 al mejor libro traducido del año.
Para Guadalupe Nettel, las temáticas abordadas por este libro lo asemejan a procedimientos del arte contemporáneo practicados por Sophie Calle o Daniela Franco.

## Adaptación al teatro
Unos años después de su publicación en este libro, el texto «243 Cartes postales en couleurs véritables» fue traducido al sueco por Magnus Hedlund como «Tvåhundredfyrtiotre vykort», y presentado como obra de teatro en Estocolmo entre octubre y diciembre de 1991, bajo la dirección de Magnus Florin.

### Procedencias de los textos
1. ↑  «Approches de quoi?»: Cause commune, n.º 5, febrero de 1973, pp. 3-4.
2. ↑  «Tentative de description de quelques lieux parisiens: La rue Vilin». L'Humanité, 11 de noviembre de 1977, p. 2.
3. ↑  «Deux cent quarante-trois cartes postales en couleurs vèritables»: Le fou parle, n.º 8, octubre de 1978, pp. 11-16.
4. ↑  «Tout autour de Beaubourg»: Atlas / Air France, octubre de 1981, pp. 54 y 66.
5. ↑  «Promenades dans Londres»: Atlas / Air France, abril de 1981, pp. 8-16.
6. ↑  «Le Saint des Saints» fue publicado con el título «Ces bureaux qui révèlent votre personnalité»: Vogue Hommes, n.º 42, septiembre de 1981, pp. 94, 98 y 102.
7. ↑  «Tentative d'inventaire des aliments liquides et solides que j'ai ingurgités au cours de l'année mil neuf cent soixante-quatorze»: Action Poétique, n.º 65, 1976, pp. 185-189.
8. ↑  «Still life/Style leaf»: Le fou parle, n.º 18, septiembre de 1981, pp. 3-6.